# درک بنفیلد
درک بنفیلد (انگلیسی: Derek Benfield؛ ۱۱ مارس ۱۹۲۶ - ۱۰ مارس ۲۰۰۹) یک هنرپیشه و نویسنده اهل انگلستان بود.
از فیلم‌ها یا برنامه‌های تلویزیونی که وی در آن نقش داشته است می‌توان به دختر ، نزدیکی صمیمانه و پوآرو اشاره کرد.